# Dolomedes tadzhikistanicus
Espèce
Dolomedes tadzhikistanicus est une espèce d'araignées aranéomorphes de la famille des Dolomedidae.

## Distribution
Cette espèce est endémique du Tadjikistan.

## Description
La carapace de la femelle holotype mesure 6,8 mm et l'abdomen 10,5 mm et la carapace du mâle paratype 6,2 mm et l'abdomen 7,5 mm.

## Systématique et taxinomie
Cette espèce a été décrite par Andreeva en 1976.

## Étymologie
Son nom d'espèce lui a été donné en référence au lieu de sa découverte, le Tadjikistan.

## Publication originale
- Andreeva, 1976 : Pauki Tajikistana. Dushanbe, p. 1-196.